# Hymenocallideae
Hymenocallideae é uma tribo de plantas pertencente à família Amaryllidaceae com distribuição natural restrita à região andina. O agrupamento inclui os géneros Ismene, Hymenocallis e Leptochiton, caracterizados pela presença de uma coroa estaminal muito desenvolvida e por produzirem sementes arredondadas.

## Géneros
A tribo Hymenocallideae inclui os seguintes géneros:
- Ismene — caules longos, formando um falso estipe; os pistilos são apenas ligeiramente mais longo do que o coroa, a qual dobra para dentro. As sementes são verdes.
- Hymenocallis — não apresenta falsa estipe; os estames são longos e retos.
- Leptochiton  — semelhante ao género Ismene, mas apresenta apenas uma flor por haste floral; sementes pretas.